# Zbór Kościoła Zielonoświątkowego „Serce Metropolii” w Katowicach
Zbór Kościoła Zielonoświątkowego „Serce Metropolii” w Katowicach – zbór ewangeliczny o charakterze zielonoświątkowym, działający na terenie Katowic.
Zbór należy do okręgu południowego Kościoła Zielonoświątkowego w RP. Kościół znajduje się na terenie dzielnicy Szopienice-Burowiec, przy ulicy Bednorza 2a-6. Pastorem kościoła jest Artur Skrzypczak. Nabożeństwa odbywają się w każdą niedzielę o godzinie 11:00.